# Ersatz-Yorck-Klasse
Die Ersatz-Yorck-Klasse war eine geplante Klasse von drei Großen Kreuzern (Schlachtkreuzern) der deutschen Kaiserlichen Marine, die aufgrund der Niederlage im Ersten Weltkrieg nicht mehr gebaut wurde. Sie wäre eine leicht weiterentwickelte Ausführung der vorangegangenen Mackensen-Klasse gewesen, zu der die Schiffe ursprünglich gehören sollten.

## Geschichte

### Planung
Alle drei Schiffe dieser Klasse wurden im Rahmen des Kriegsbauprogrammes von 1916 bestellt und sollten die in den ersten Kriegsmonaten verlorengegangenen Panzerkreuzer Yorck, Gneisenau und Scharnhorst ersetzen. Zunächst sollten alle drei nach dem Baumuster der Mackensen-Klasse ausgeführt werden, nach Bekanntwerden von Details der im Bau befindlichen britischen Schlachtkreuzer der Admiral-Klasse (Hood) sowie der Kiellegung der Renown-Klasse wurden die nächsten drei Schiffe beginnend mit der Ersatz Yorck überarbeitet und mit 38-cm-Geschützen ausgestattet, um mit der britischen Kalibersteigerung Schritt zu halten. Ursprünglich war der Einbau dieser Waffen schon für die vorhergehenden Schiffe der Mackensen-Klasse vorgesehen, wegen befürchteter Größen- und Gewichtsprobleme sowie der Doktrin, die auf Großen Kreuzern kleinere Geschütze als auf Schlachtschiffen vorsah, wurde diese Bewaffnung zunächst zurückgestellt.

### Entwurf
Im Wesentlichen entsprachen die technischen Details denen der Mackensen-Klasse; die Schiffe waren allerdings etwa 5 m länger, um die größeren Geschütze tragen zu können. Größere Veränderungen gab es in der Antriebsanlage: Bei Ersatz Yorck und Ersatz Gneisenau sollten die vier Turbinensätze jeweils Föttinger-Transformatoren erhalten, während für Ersatz Scharnhorst zwei Sätze direktwirkender Turbinen mit zusätzlichen abkuppelbaren Marschturbinen mit Zahnradgetriebe vorgesehen waren. Die Maschinen waren mit 90.000 PSw gleich stark wie bei der Mackensen-Klasse, wegen der größeren Verdrängung sank die geplante Höchstgeschwindigkeit um 1,5 Knoten. Die Ersatz Yorck-Klasse wäre die erste deutsche Großkampfschiffklasse mit nur einem Schornstein gewesen. Die Zahl der Unterwasser-Torpedorohre wurde gegenüber der Vorgänger-Klasse um zwei verringert – nur noch ein Torpedorohr auf jeder Seite sowie ein Bugtorpedorohr.

### Schicksal
Wie bei der Mackensen-Klasse wurde keines der Schiffe fertiggestellt. Bis Kriegsende wurde wohl nur das Typschiff Ersatz Yorck auf Kiel gelegt, dessen Bau kaum ernsthaft betrieben wurde (mindestens 26 Monate fehlten bis zur Fertigstellung) und in den letzten Kriegsmonaten völlig zum Erliegen kam. Für das zweite und dritte Schiff ist nur die Vergabe der Kiellegungsnummern bekannt; ob sie tatsächlich auf Stapel gelegt worden sind, ist ungewiss – der Werftbelegungsplan für die Germaniawerft in Kiel von 1918 spricht schon gegen eine Kiellegung des zweiten Schiffs Ersatz Gneisenau. In den letzten Kriegsjahren hatten sich die Prioritäten beim Schiffbau zugunsten leichterer Einheiten (v. a. U-Boote, M- sowie T-Boote) verschoben. Der Friedensvertrag von Versailles verbot dann dem Deutschen Reich größere Schiffe. Der unfertige Rumpf wurde deshalb nach Kriegsende auf der Helling abgebrochen.

## Namen
Deutsche (und auch österreichische) Kriegsschiffe erhielten ihren endgültigen Namen in der Regel erst beim Stapellauf. Es ist deshalb nicht bekannt, welche Namen die Schiffe tragen sollten.

## Technische Beschreibung

### Rumpf
Der Rumpf eines Schlachtkreuzers der Ersatz-York-Klasse, unterteilt in wasserdichte Abteilungen und genietet, sollte über alles 228,0 Meter lang und 30,4 Meter breit werden. Er hätte bei einer geplanten Einsatzverdrängung von 37.400 Tonnen einen Tiefgang von 9,3 Metern gehabt.

### Antrieb
Der Antrieb sollte durch 32 kohle- und ölbefeuerte Dampfkessel und zwei bzw. vier Turbinensätze mit eine Leistung von 90.000 PS (66.195 kW) über vier Wellen mit je einer dreiflügligen Schraube von 4,2 m Durchmesser erfolgen. Die Höchstgeschwindigkeit hätte 27,3 Knoten (51 km/h) betragen. Mit einer Bunkerkapazität von 3.937 Tonnen Kohle und 689 Tonnen Schweröl wäre bei 14 Knoten eine Reichweite von 5.500 Seemeilen erreicht worden.

### Bewaffnung

#### Schwere Artillerie
Als schwere Artillerie waren acht 38-cm-Schnelladekanone L/45 vorgesehen, die in vier Zwillingsgeschütztürmen entlang der Schiffsmittellinie aufgestellt werden sollten. Dies entsprach der Artillerie auf den Großlinienschiffen der Bayern-Klasse.

#### Mittelartillerie
Die Mittelartillerie sollte zwölf 15-cm-Schnellladekanonen L/45 in Kasematten umfassen, je sechs Geschütze an jeder Schiffsseite.

#### Flugabwehrbewaffnung
Zur Flugabwehr waren acht 8,8-cm-Schnellladekanonen L/45 in Einzellafetten geplant.

#### Torpedobewaffnung
Es waren drei Unterwassertorpedorohre des Kalibers 60 cm vorgesehen. Auf jeder Rumpfseite ein Rohr und eines im Bug. Man ging davon aus, dass die Schlachtkreuzer in lang andauernde Gefechte mit anderen Großkampfschiffen verwickelt werden konnten, bei denen beide Kontrahenten längere Zeit auf parallelen Kursen liefen, so dass sich die Möglichkeit ergeben hätte, den Gegner auch mit Torpedos zu beschießen.